# Hirao
Hirao (平生町, Hirao-chō) est un bourg du district de Kumage, dans la préfecture de Yamaguchi, au Japon.

## Géographie

### Démographie
Au 1er novembre 2014, la population de Hirao s'élevait à 13 017 habitants répartis sur une superficie de 34,47 km2.